# Begonia aggeloptera
Espèce
Begonia aggeloptera est une espèce de plantes de la famille des Begoniaceae.
Ce bégonia est originaire du Gabon. L'espèce fait partie de la section Scutobegonia ; elle a été décrite en 1972 par le botaniste Nicolas Hallé (1927-). L'épithète spécifique, aggeloptera, signifie « qui a les ailes collées ».